# Ausasaphes
Ausasaphes is een geslacht van vliesvleugeligen uit de familie Pteromalidae. De wetenschappelijke naam van dit geslacht is voor het eerst geldig gepubliceerd in 1988 door Boucek.

## Soorten
Het geslacht Ausasaphes omvat de volgende soorten:
- Ausasaphes atripes Boucek, 1988
- Ausasaphes pallipes Boucek, 1988
- Ausasaphes shiralee Naumann & Reid, 1990